# Eleições autárquicas de 2017 em Ponta Delgada
As eleições autárquicas de 2017 serviram para eleger os membros dos diferentes órgãos do poder local do concelho de Ponta Delgada.
O Partido Social Democrata, com o autarca (desde 2012) José Manuel Bolieiro a ser novamente o candidato do partido, voltou a vencer as eleições com uma votação superior aos 50% dos votos e a manter a maioria absoluta na vereação local.
O Partido Socialista não conseguiu recuperar e, inclusivamente, perdeu votos em relação a 2013 e ficou-se pelos mesmos 4 vereadores que detinha.
As restantes candidaturas obtiveram resultados residuais.

## Listas e Candidatos
| Lista | Lista                          | Candidato             |
| ----- | ------------------------------ | --------------------- |
|       | Partido Social Democrata       | José Manuel Bolieiro  |
|       | Partido Socialista             | Vítor Fraga           |
|       | Bloco de Esquerda              | Jorge Kol de Carvalho |
|       | Coligação Democrática Unitária | Rui Teixeira          |
|       | CDS-PPM                        | Bruna Almeida         |
|       | Pessoas–Animais–Natureza       | Pedro Neves           |
|       | LIVRE                          | José Azevedo          |

## Resultados Oficiais
Os resultados para os diferentes órgãos do poder local no concelho de Ponta Delgada foram os seguintes:

### Câmara Municipal
| Partido                 | Partido                        | Votos  | %               | +/-  | Vereadores | +/-     |
| ----------------------- | ------------------------------ | ------ | --------------- | ---- | ---------- | ------- |
|                         | Partido Social Democrata       | 15 181 | 51,28 / 100,00  | 1,47 | 5 / 9      | Estável |
|                         | Partido Socialista             | 11 578 | 39,11 / 100,00  | 2,73 | 4 / 9      | Estável |
|                         | Bloco de Esquerda              | 611    | 2,06 / 100,00   | 0,09 | 0 / 9      | Estável |
|                         | Pessoas–Animais–Natureza       | 534    | 1,80 / 100,00   | -    | 0 / 9      | -       |
|                         | Coligação Democrática Unitária | 311    | 1,05 / 100,00   | 1,04 | 0 / 9      | Estável |
|                         | CDS-PPM                        | 280    | 0,95 / 100,00   | -    | 0 / 9      | -       |
|                         | LIVRE                          | 273    | 0,92 / 100,00   | Novo | 0 / 9      | Novo    |
| Votos Inválidos         | Votos Inválidos                | 839    | 2,83 / 100,00   | 0,43 |            |         |
| Total                   | Total                          | 29 607 | 100,00 / 100,00 |      | 9 / 9      |         |
| Eleitorado/Participação | Eleitorado/Participação        | 64 762 | 45,72 / 100,00  | 0,15 |            |         |

### Assembleia Municipal

Assembleia Municipal de Ponta Delgada

| Partido                 | Partido                        | Votos  | %               | +/-  | Deputados | +/-     |
| ----------------------- | ------------------------------ | ------ | --------------- | ---- | --------- | ------- |
|                         | Partido Social Democrata       | 13 599 | 45,94 / 100,00  | 1,32 | 14 / 27   | 1       |
|                         | Partido Socialista             | 12 269 | 41,45 / 100,00  | 1,70 | 12 / 27   | 1       |
|                         | Bloco de Esquerda              | 1 047  | 3,54 / 100,00   | 0,18 | 1 / 27    | Estável |
|                         | Pessoas–Animais–Natureza       | 823    | 2,78 / 100,00   | -    | 0 / 27    | -       |
|                         | Coligação Democrática Unitária | 467    | 1,58 / 100,00   | 1,22 | 0 / 27    | Estável |
|                         | CDS-PPM                        | 425    | 1,44 / 100,00   | -    | 0 / 27    | -       |
| Votos Inválidos         | Votos Inválidos                | 971    | 3,28 / 100,00   | 0,92 |           |         |
| Total                   | Total                          | 29 601 | 100,00 / 100,00 |      | 27 / 27   |         |
| Eleitorado/Participação | Eleitorado/Participação        | 64 762 | 45,71 / 100,00  | 0,16 |           |         |

### Juntas de Freguesia
| Partido                 | Partido                        | Votos  | %               | +/-  | Presidentes | +/-     | Mandatos  | +/-     |
| ----------------------- | ------------------------------ | ------ | --------------- | ---- | ----------- | ------- | --------- | ------- |
|                         | Partido Socialista             | 14 141 | 48,46 / 100,00  | 2,95 | 14 / 24     | 4       | 112 / 216 | 7       |
|                         | Partido Social Democrata       | 12 086 | 41,42 / 100,00  | 2,62 | 9 / 24      | 4       | 95 / 216  | 13      |
|                         | Grupo de Cidadãos              | 891    | 3,05 / 100,00   | 0,58 | 1 / 24      | Estável | 9 / 216   | 4       |
|                         | Coligação Democrática Unitária | 426    | 1,46 / 100,00   | 1,01 | 0 / 24      | Estável | 0 / 216   | Estável |
|                         | Bloco de Esquerda              | 310    | 1,06 / 100,00   | 0,17 | 0 / 24      | Estável | 0 / 216   | Estável |
|                         | Pessoas–Animais–Natureza       | 110    | 0,38 / 100,00   | -    | 0 / 24      | -       | 0 / 216   | -       |
|                         | Partido da Terra               | 30     | 0,10 / 100,00   | -    | 0 / 24      | -       | 0 / 216   | -       |
| Votos Inválidos         | Votos Inválidos                | 1 187  | 4,07 / 100,00   | 0,55 |             |         |           |         |
| Total                   | Total                          | 29 181 | 100,00 / 100,00 |      | 24 / 24     |         | 216 / 216 | 2       |
| Eleitorado/Participação | Eleitorado/Participação        | 64 762 | 45,06 / 100,00  | 0,80 |             |         |           |         |

## Resultados por Freguesia

### Câmara Municipal
| Freguesia                     | %     | %     | %    | %    | %    | %        | %    | Votantes |
| Freguesia                     | PSD   | PS    | BE   | PAN  | CDU  | CDS- PPM | L    | Votantes |
| ----------------------------- | ----- | ----- | ---- | ---- | ---- | -------- | ---- | -------- |
| Ajuda da Bretanha             | 55,37 | 40,65 | 0,70 | 0,70 | 0,47 | 0,23     | 0,23 | 428      |
| Arrifes                       | 37,70 | 56,03 | 0,96 | 0,93 | 0,51 | 0,58     | 0,55 | 2 918    |
| Candelária                    | 35,38 | 62,56 | 0,51 | 0,17 | 0,68 | 0,17     | 0,34 | 585      |
| Capelas                       | 45,26 | 46,44 | 0,88 | 1,53 | 0,88 | 1,12     | 0,59 | 1 699    |
| Covoada                       | 50,66 | 43,72 | 0,89 | 1,33 | 0,30 | 1,18     | 0,59 | 677      |
| Fajã de Baixo                 | 52,00 | 35,76 | 2,41 | 1,54 | 1,59 | 1,54     | 0,97 | 1 952    |
| Fajã de Cima                  | 57,19 | 33,28 | 2,10 | 1,94 | 0,65 | 1,13     | 0,73 | 1 238    |
| Fenais da Luz                 | 61,41 | 31,16 | 1,83 | 1,53 | 0,31 | 0,92     | 1,22 | 982      |
| Feteiras                      | 48,33 | 46,89 | 0,12 | 0,48 | 0,60 | 0,48     | 0,60 | 836      |
| Ginetes                       | 55,79 | 38,28 | 0,56 | 1,41 | 0,85 | 0,56     | 0,42 | 708      |
| Mosteiros                     | 66,43 | 28,33 | 0,71 | 0,57 | 0,85 | 0,71     | 1,13 | 706      |
| Pilar da Bretanha             | 51,90 | 44,08 | 0,71 | 0,71 | 0    | 0,71     | 0,71 | 422      |
| Ponta Delgada (São José)      | 52,16 | 34,00 | 3,45 | 2,68 | 2,13 | 1,09     | 1,41 | 2 203    |
| Ponta Delgada (São Pedro)     | 52,12 | 32,30 | 4,07 | 3,28 | 1,85 | 1,20     | 1,64 | 2 926    |
| Ponta Delgada (São Sebastião) | 58,46 | 27,64 | 3,65 | 2,85 | 1,54 | 1,08     | 1,71 | 1 755    |
| Relva                         | 60,03 | 27,05 | 2,71 | 2,18 | 1,13 | 1,92     | 1,05 | 1 146    |
| Remédios                      | 49,68 | 45,79 | 1,13 | 0,49 | 0,32 | 0,32     | 0,97 | 618      |
| Rosto do Cão (Livramento)     | 62,68 | 27,55 | 2,58 | 2,41 | 0,56 | 0,62     | 0,73 | 1 782    |
| Rosto do Cão (São Roque)      | 39,23 | 51,08 | 2,15 | 2,10 | 1,13 | 0,91     | 0,51 | 1 764    |
| Santa Bárbara                 | 47,35 | 46,29 | 0,53 | 1,77 | 0,18 | 0,71     | 0,53 | 566      |
| Santa Clara                   | 52,30 | 34,00 | 3,26 | 2,59 | 2,30 | 1,05     | 1,05 | 1 044    |
| Santo António                 | 43,22 | 50,97 | 1,33 | 0,71 | 0,61 | 0,41     | 0,41 | 981      |
| São Vicente Ferreira          | 67,52 | 22,42 | 1,77 | 1,59 | 0,79 | 1,41     | 1,06 | 1 133    |
| Sete Cidades                  | 38,10 | 59,11 | 0,19 | 0,56 | 0,19 | 0,19     | 0,37 | 538      |
| Ponta Delgada                 | 51,28 | 39,11 | 2,06 | 1,80 | 1,05 | 0,95     | 0,92 | 29 607   |

### Assembleia Municipal
| Freguesia                     | %     | %     | %    | %    | %    | %        | Votantes |
| Freguesia                     | PSD   | PS    | BE   | PAN  | CDU  | CDS- PPM | Votantes |
| ----------------------------- | ----- | ----- | ---- | ---- | ---- | -------- | -------- |
| Ajuda da Bretanha             | 49,53 | 44,16 | 0,93 | 0,93 | 1,40 | 0,47     | 428      |
| Arrifes                       | 27,52 | 63,23 | 2,06 | 1,92 | 1,17 | 0,86     | 2 918    |
| Candelária                    | 32,65 | 63,08 | 1,20 | 0,51 | 1,03 | 0,68     | 585      |
| Capelas                       | 38,85 | 49,79 | 2,47 | 2,53 | 1,18 | 1,29     | 1 699    |
| Covoada                       | 45,49 | 45,20 | 2,36 | 1,92 | 1,03 | 2,36     | 677      |
| Fajã de Baixo                 | 43,80 | 39,34 | 5,23 | 2,82 | 2,20 | 2,05     | 1 952    |
| Fajã de Cima                  | 51,37 | 35,30 | 3,88 | 2,91 | 1,37 | 1,78     | 1 238    |
| Fenais da Luz                 | 56,31 | 34,83 | 3,26 | 2,65 | 0,51 | 0,81     | 982      |
| Feteiras                      | 46,53 | 48,56 | 0,24 | 0,96 | 0,60 | 0,48     | 836      |
| Ginetes                       | 49,72 | 41,53 | 2,26 | 1,55 | 1,69 | 1,13     | 708      |
| Mosteiros                     | 66,81 | 28,25 | 0,99 | 0,99 | 1,41 | 0,71     | 708      |
| Pilar da Bretanha             | 45,02 | 48,34 | 1,90 | 1,42 | 0,47 | 1,42     | 422      |
| Ponta Delgada (São José)      | 47,80 | 34,23 | 5,36 | 4,09 | 2,86 | 2,04     | 2 203    |
| Ponta Delgada (São Pedro)     | 47,52 | 32,90 | 6,42 | 4,10 | 2,49 | 2,05     | 2 927    |
| Ponta Delgada (São Sebastião) | 55,56 | 28,72 | 4,73 | 3,82 | 1,99 | 1,77     | 1 755    |
| Relva                         | 55,32 | 28,14 | 4,49 | 4,22 | 1,76 | 2,29     | 1 137    |
| Remédios                      | 47,90 | 46,28 | 1,94 | 1,29 | 0,32 | 0,81     | 618      |
| Rosto do Cão (Livramento)     | 58,36 | 28,96 | 3,76 | 3,42 | 1,12 | 1,07     | 1 782    |
| Rosto do Cão (São Roque)      | 32,48 | 53,97 | 3,46 | 3,68 | 1,53 | 1,08     | 1 764    |
| Santa Bárbara                 | 43,11 | 48,94 | 1,41 | 2,47 | 0    | 1,06     | 566      |
| Santa Clara                   | 47,41 | 34,20 | 5,56 | 4,12 | 2,87 | 2,01     | 1 044    |
| Santo António                 | 38,33 | 54,03 | 1,83 | 1,12 | 0,92 | 1,02     | 981      |
| São Vicente Ferreira          | 63,72 | 23,57 | 3,00 | 2,29 | 1,68 | 1,68     | 1 133    |
| Sete Cidades                  | 34,01 | 62,64 | 0,93 | 0,37 | 0,37 | 0,37     | 538      |
| Ponta Delgada                 | 45,94 | 41,15 | 3,54 | 2,78 | 1,58 | 1,44     | 29 601   |

### Juntas de Freguesia

#### Ajuda da Bretanha
| Partido                 | Partido                  | Votos | %               | +/-  | Mandatos | +/- |
| ----------------------- | ------------------------ | ----- | --------------- | ---- | -------- | --- |
|                         | Partido Socialista       | 243   | 56,64 / 100,00  | 7,00 | 4 / 7    | 1   |
|                         | Partido Social Democrata | 178   | 41,49 / 100,00  | 7,65 | 3 / 7    | 1   |
| Votos Inválidos         | Votos Inválidos          | 8     | 1,86 / 100,00   | 0,67 |          |     |
| Total                   | Total                    | 429   | 100,00 / 100,00 |      | 7 / 7    |     |
| Eleitorado/Participação | Eleitorado/Participação  | 679   | 63,18 / 100,00  | 4,94 |          |     |

#### Arrifes
| Partido                 | Partido                        | Votos | %               | +/-  | Mandatos | +/-     |
| ----------------------- | ------------------------------ | ----- | --------------- | ---- | -------- | ------- |
|                         | Partido Socialista             | 2 457 | 84,17 / 100,00  | 4,92 | 12 / 13  | 1       |
|                         | Partido Social Democrata       | 355   | 12,16 / 100,00  | 2,72 | 1 / 13   | 1       |
|                         | Coligação Democrática Unitária | 31    | 1,06 / 100,00   | 1,78 | 0 / 13   | Estável |
| Votos Inválidos         | Votos Inválidos                | 76    | 2,60 / 100,00   | 0,43 |          |         |
| Total                   | Total                          | 2 919 | 100,00 / 100,00 |      | 13 / 13  |         |
| Eleitorado/Participação | Eleitorado/Participação        | 6 544 | 44,61 / 100,00  | 4,30 |          |         |

#### Candelária
| Partido                 | Partido                  | Votos | %               | +/-  | Mandatos | +/-     |
| ----------------------- | ------------------------ | ----- | --------------- | ---- | -------- | ------- |
|                         | Partido Socialista       | 402   | 68,72 / 100,00  | 1,57 | 5 / 7    | 2       |
|                         | Partido Social Democrata | 173   | 29,57 / 100,00  | 0,84 | 2 / 7    | Estável |
| Votos Inválidos         | Votos Inválidos          | 10    | 1,71 / 100,00   | 0,74 |          |         |
| Total                   | Total                    | 585   | 100,00 / 100,00 |      | 7 / 7    | 2       |
| Eleitorado/Participação | Eleitorado/Participação  | 966   | 60,56 / 100,00  | 1,04 |          |         |

#### Capelas
| Partido                 | Partido                  | Votos | %               | +/-   | Mandatos | +/- |
| ----------------------- | ------------------------ | ----- | --------------- | ----- | -------- | --- |
|                         | Partido Socialista       | 1 132 | 66,63 / 100,00  | 10,14 | 7 / 9    | 2   |
|                         | Partido Social Democrata | 485   | 28,55 / 100,00  | 9,22  | 2 / 9    | 2   |
| Votos Inválidos         | Votos Inválidos          | 82    | 4,83 / 100,00   | 0,90  |          |     |
| Total                   | Total                    | 1 699 | 100,00 / 100,00 |       | 9 / 9    |     |
| Eleitorado/Participação | Eleitorado/Participação  | 3 697 | 45,96 / 100,00  | 6,09  |          |     |

#### Covoada
| Partido                 | Partido                  | Votos | %               | +/-   | Mandatos | +/- |
| ----------------------- | ------------------------ | ----- | --------------- | ----- | -------- | --- |
|                         | Partido Socialista       | 350   | 51,70 / 100,00  | 13,78 | 5 / 9    | 2   |
|                         | Partido Social Democrata | 311   | 45,94 / 100,00  | 13,06 | 4 / 9    | 2   |
| Votos Inválidos         | Votos Inválidos          | 16    | 2,37 / 100,00   | 1,70  |          |     |
| Total                   | Total                    | 677   | 100,00 / 100,00 |       | 9 / 9    |     |
| Eleitorado/Participação | Eleitorado/Participação  | 1 187 | 57,03 / 100,00  | 2,31  |          |     |

#### Fajã de Baixo
| Partido                 | Partido                        | Votos | %               | +/-  | Mandatos | +/-     |
| ----------------------- | ------------------------------ | ----- | --------------- | ---- | -------- | ------- |
|                         | Partido Socialista             | 1 140 | 58,43 / 100,00  | 3,35 | 6 / 9    | Estável |
|                         | Partido Social Democrata       | 626   | 32,09 / 100,00  | 1,96 | 3 / 9    | Estável |
|                         | Coligação Democrática Unitária | 86    | 4,41 / 100,00   | 0,07 | 0 / 9    | Estável |
| Votos Inválidos         | Votos Inválidos                | 99    | 5,08 / 100,00   | 1,45 |          |         |
| Total                   | Total                          | 1 951 | 100,00 / 100,00 |      | 9 / 9    |         |
| Eleitorado/Participação | Eleitorado/Participação        | 4 666 | 41,81 / 100,00  | 1,62 |          |         |

#### Fajã de Cima
| Partido                 | Partido                        | Votos | %               | +/-  | Mandatos | +/-     |
| ----------------------- | ------------------------------ | ----- | --------------- | ---- | -------- | ------- |
|                         | Partido Social Democrata       | 640   | 51,70 / 100,00  | 5,76 | 5 / 9    | 1       |
|                         | Partido Socialista             | 522   | 42,16 / 100,00  | 7,85 | 4 / 9    | 1       |
|                         | Coligação Democrática Unitária | 34    | 2,75 / 100,00   | 1,16 | 0 / 9    | Estável |
| Votos Inválidos         | Votos Inválidos                | 42    | 3,39 / 100,00   | 0,93 |          |         |
| Total                   | Total                          | 1 238 | 100,00 / 100,00 |      | 9 / 9    |         |
| Eleitorado/Participação | Eleitorado/Participação        | 3 034 | 40,80 / 100,00  | 1,16 |          |         |

#### Fenais da Luz
| Partido                 | Partido                  | Votos | %               | +/-  | Mandatos | +/-     |
| ----------------------- | ------------------------ | ----- | --------------- | ---- | -------- | ------- |
|                         | Partido Social Democrata | 483   | 49,19 / 100,00  | 0,59 | 5 / 9    | Estável |
|                         | Partido Socialista       | 468   | 47,66 / 100,00  | 0,57 | 4 / 9    | Estável |
| Votos Inválidos         | Votos Inválidos          | 31    | 3,15 / 100,00   | 0,01 |          |         |
| Total                   | Total                    | 982   | 100,00 / 100,00 |      | 9 / 9    |         |
| Eleitorado/Participação | Eleitorado/Participação  | 1 795 | 54,71 / 100,00  | 4,46 |          |         |

#### Feteiras
| Partido                 | Partido                  | Votos | %               | +/-  | Mandatos | +/- |
| ----------------------- | ------------------------ | ----- | --------------- | ---- | -------- | --- |
|                         | Partido Socialista       | 452   | 54,00 / 100,00  | 6,24 | 5 / 9    | 1   |
|                         | Partido Social Democrata | 352   | 42,05 / 100,00  | 8,06 | 4 / 9    | 1   |
| Votos Inválidos         | Votos Inválidos          | 33    | 3,94 / 100,00   | 1,82 |          |     |
| Total                   | Total                    | 837   | 100,00 / 100,00 |      | 9 / 9    |     |
| Eleitorado/Participação | Eleitorado/Participação  | 1 403 | 59,66 / 100,00  | 4,70 |          |     |

#### Ginetes
| Partido                 | Partido                  | Votos | %               | +/-   | Mandatos | +/- |
| ----------------------- | ------------------------ | ----- | --------------- | ----- | -------- | --- |
|                         | Partido Socialista       | 353   | 49,86 / 100,00  | 15,67 | 5 / 9    | 2   |
|                         | Partido Social Democrata | 334   | 47,18 / 100,00  | 16,04 | 4 / 9    | 2   |
| Votos Inválidos         | Votos Inválidos          | 21    | 2,97 / 100,00   | 0,38  |          |     |
| Total                   | Total                    | 708   | 100,00 / 100,00 |       | 9 / 9    |     |
| Eleitorado/Participação | Eleitorado/Participação  | 1 112 | 63,67 / 100,00  | 4,66  |          |     |

#### Mosteiros
| Partido                 | Partido                        | Votos | %               | +/-   | Mandatos | +/-     |
| ----------------------- | ------------------------------ | ----- | --------------- | ----- | -------- | ------- |
|                         | Partido Social Democrata       | 485   | 68,31 / 100,00  | 16,37 | 6 / 9    | 1       |
|                         | Partido Socialista             | 214   | 30,14 / 100,00  | 15,64 | 3 / 9    | 1       |
|                         | Coligação Democrática Unitária | 6     | 0,85 / 100,00   | 0,35  | 0 / 9    | Estável |
| Votos Inválidos         | Votos Inválidos                | 5     | 0,70 / 100,00   | 0,37  |          |         |
| Total                   | Total                          | 710   | 100,00 / 100,00 |       | 9 / 9    |         |
| Eleitorado/Participação | Eleitorado/Participação        | 1 082 | 65,62 / 100,00  | 2,29  |          |         |

#### Pilar da Bretanha
| Partido                 | Partido                  | Votos | %               | +/-  | Mandatos | +/-     |
| ----------------------- | ------------------------ | ----- | --------------- | ---- | -------- | ------- |
|                         | Partido Socialista       | 247   | 58,53 / 100,00  | 4,74 | 4 / 7    | Estável |
|                         | Partido Social Democrata | 165   | 39,10 / 100,00  | 4,50 | 3 / 7    | Estável |
| Votos Inválidos         | Votos Inválidos          | 10    | 2,37 / 100,00   | 0,24 |          |         |
| Total                   | Total                    | 422   | 100,00 / 100,00 |      | 7 / 7    |         |
| Eleitorado/Participação | Eleitorado/Participação  | 609   | 69,29 / 100,00  | 2,80 |          |         |

#### Ponta Delgada (São José)
| Partido                 | Partido                        | Votos | %               | +/-  | Mandatos | +/-     |
| ----------------------- | ------------------------------ | ----- | --------------- | ---- | -------- | ------- |
|                         | Partido Social Democrata       | 1 169 | 53,06 / 100,00  | 4,25 | 8 / 13   | Estável |
|                         | Partido Socialista             | 773   | 35,09 / 100,00  | 1,10 | 5 / 13   | Estável |
|                         | Bloco de Esquerda              | 106   | 4,81 / 100,00   | 0,69 | 0 / 13   | Estável |
|                         | Coligação Democrática Unitária | 66    | 3,00 / 100,00   | 1,91 | 0 / 13   | Estável |
| Votos Inválidos         | Votos Inválidos                | 89    | 4,04 / 100,00   | 1,93 |          |         |
| Total                   | Total                          | 2 203 | 100,00 / 100,00 |      | 13 / 13  |         |
| Eleitorado/Participação | Eleitorado/Participação        | 5 908 | 37,29 / 100,00  | 0,60 |          |         |

#### Ponta Delgada (São Pedro)
| Partido                 | Partido                        | Votos | %               | +/-  | Mandatos | +/-     |
| ----------------------- | ------------------------------ | ----- | --------------- | ---- | -------- | ------- |
|                         | Partido Social Democrata       | 1 231 | 49,22 / 100,00  | 0,64 | 8 / 13   | Estável |
|                         | Partido Socialista             | 858   | 34,31 / 100,00  | 0,73 | 5 / 13   | Estável |
|                         | Bloco de Esquerda              | 119   | 4,76 / 100,00   | 0,71 | 0 / 13   | Estável |
|                         | Pessoas–Animais–Natureza       | 110   | 4,40 / 100,00   | -    | 0 / 13   | -       |
|                         | Coligação Democrática Unitária | 60    | 2,40 / 100,00   | 0,86 | 0 / 13   | Estável |
| Votos Inválidos         | Votos Inválidos                | 123   | 4,92 / 100,00   | 2,80 |          |         |
| Total                   | Total                          | 2 501 | 100,00 / 100,00 |      | 13 / 13  |         |
| Eleitorado/Participação | Eleitorado/Participação        | 7 674 | 32,59 / 100,00  | 7,19 |          |         |

#### Ponta Delgada (São Sebastião)
| Partido                 | Partido                        | Votos | %               | +/-  | Mandatos | +/-     |
| ----------------------- | ------------------------------ | ----- | --------------- | ---- | -------- | ------- |
|                         | Partido Social Democrata       | 1 014 | 57,78 / 100,00  | 2,01 | 6 / 9    | Estável |
|                         | Partido Socialista             | 554   | 31,57 / 100,00  | 0,17 | 3 / 9    | Estável |
|                         | Bloco de Esquerda              | 85    | 4,84 / 100,00   | -    | 0 / 9    | -       |
|                         | Coligação Democrática Unitária | 32    | 1,82 / 100,00   | 4,37 | 0 / 9    | Estável |
| Votos Inválidos         | Votos Inválidos                | 70    | 3,99 / 100,00   | 2,32 |          |         |
| Total                   | Total                          | 1 755 | 100,00 / 100,00 |      | 9 / 9    |         |
| Eleitorado/Participação | Eleitorado/Participação        | 4 192 | 41,87 / 100,00  | 0,32 |          |         |

#### Relva
| Partido                 | Partido                        | Votos | %               | +/-  | Mandatos | +/-     |
| ----------------------- | ------------------------------ | ----- | --------------- | ---- | -------- | ------- |
|                         | Partido Social Democrata       | 660   | 57,95 / 100,00  | 4,91 | 6 / 9    | 1       |
|                         | Partido Socialista             | 372   | 32,66 / 100,00  | 4,18 | 3 / 9    | 1       |
|                         | Coligação Democrática Unitária | 42    | 3,69 / 100,00   | 1,33 | 0 / 9    | Estável |
| Votos Inválidos         | Votos Inválidos                | 65    | 5,70 / 100,00   | 0,60 |          |         |
| Total                   | Total                          | 1 139 | 100,00 / 100,00 |      | 9 / 9    |         |
| Eleitorado/Participação | Eleitorado/Participação        | 2 703 | 42,14 / 100,00  | 5,29 |          |         |

#### Remédios
| Partido                 | Partido                  | Votos | %               | +/-   | Mandatos | +/- |
| ----------------------- | ------------------------ | ----- | --------------- | ----- | -------- | --- |
|                         | Partido Socialista       | 321   | 51,94 / 100,00  | 16,02 | 4 / 7    | 1   |
|                         | Partido Social Democrata | 285   | 46,12 / 100,00  | 15,86 | 3 / 7    | 1   |
| Votos Inválidos         | Votos Inválidos          | 12    | 1,95 / 100,00   | 0,17  |          |     |
| Total                   | Total                    | 618   | 100,00 / 100,00 |       | 7 / 7    |     |
| Eleitorado/Participação | Eleitorado/Participação  | 857   | 72,11 / 100,00  | 0,91  |          |     |

#### Rosto do Cão (Livramento)
| Partido                 | Partido                        | Votos | %               | +/-   | Mandatos | +/-     |
| ----------------------- | ------------------------------ | ----- | --------------- | ----- | -------- | ------- |
|                         | Partido Social Democrata       | 1 138 | 63,86 / 100,00  | 10,22 | 6 / 9    | 1       |
|                         | Partido Socialista             | 537   | 30,13 / 100,00  | 7,32  | 3 / 9    | 1       |
|                         | Coligação Democrática Unitária | 39    | 2,19 / 100,00   | 1,42  | 0 / 9    | Estável |
| Votos Inválidos         | Votos Inválidos                | 68    | 3,81 / 100,00   | 1,49  |          |         |
| Total                   | Total                          | 1 782 | 100,00 / 100,00 |       | 9 / 9    |         |
| Eleitorado/Participação | Eleitorado/Participação        | 3 995 | 44,61 / 100,00  | 0,30  |          |         |

#### Rosto do Cão (São Roque)
| Partido                 | Partido                        | Votos | %               | +/-   | Mandatos | +/-     |
| ----------------------- | ------------------------------ | ----- | --------------- | ----- | -------- | ------- |
|                         | Partido Socialista             | 1 157 | 65,59 / 100,00  | 13,29 | 7 / 9    | 2       |
|                         | Partido Social Democrata       | 475   | 26,93 / 100,00  | 13,46 | 2 / 9    | 2       |
|                         | Coligação Democrática Unitária | 30    | 1,70 / 100,00   | 2,10  | 0 / 9    | Estável |
|                         | Partido da Terra               | 30    | 1,70 / 100,00   | -     | 0 / 9    | -       |
| Votos Inválidos         | Votos Inválidos                | 72    | 4,08 / 100,00   | 0,57  |          |         |
| Total                   | Total                          | 1 764 | 100,00 / 100,00 |       | 9 / 9    |         |
| Eleitorado/Participação | Eleitorado/Participação        | 4 471 | 39,45 / 100,00  | 0,87  |          |         |

#### Santa Bárbara
| Partido                 | Partido                  | Votos | %               | +/-  | Mandatos | +/- |
| ----------------------- | ------------------------ | ----- | --------------- | ---- | -------- | --- |
|                         | Partido Socialista       | 305   | 53,89 / 100,00  | 6,34 | 4 / 7    | 1   |
|                         | Partido Social Democrata | 245   | 43,29 / 100,00  | 7,76 | 3 / 7    | 1   |
| Votos Inválidos         | Votos Inválidos          | 16    | 2,83 / 100,00   | 1,44 |          |     |
| Total                   | Total                    | 566   | 100,00 / 100,00 |      | 7 / 7    |     |
| Eleitorado/Participação | Eleitorado/Participação  | 751   | 75,37 / 100,00  | 0,50 |          |     |

#### Santa Clara
| Partido                 | Partido                 | Votos | %               | +/-   | Mandatos | +/- |
| ----------------------- | ----------------------- | ----- | --------------- | ----- | -------- | --- |
|                         | Santa Clara Vida Nova   | 891   | 85,34 / 100,00  | 30,52 | 9 / 9    | 4   |
| Votos Inválidos         | Votos Inválidos         | 153   | 14,66 / 100,00  | 8,25  |          |     |
| Total                   | Total                   | 1 044 | 100,00 / 100,00 |       | 9 / 9    |     |
| Eleitorado/Participação | Eleitorado/Participação | 2 874 | 36,33 / 100,00  | 5,69  |          |     |

#### Santo António
| Partido                 | Partido                  | Votos | %               | +/-  | Mandatos | +/- |
| ----------------------- | ------------------------ | ----- | --------------- | ---- | -------- | --- |
|                         | Partido Socialista       | 630   | 64,22 / 100,00  | 8,07 | 6 / 9    | 1   |
|                         | Partido Social Democrata | 324   | 33,03 / 100,00  | 5,04 | 3 / 9    | 1   |
| Votos Inválidos         | Votos Inválidos          | 27    | 2,75 / 100,00   | 0,46 |          |     |
| Total                   | Total                    | 981   | 100,00 / 100,00 |      | 9 / 9    |     |
| Eleitorado/Participação | Eleitorado/Participação  | 1 649 | 59,49 / 100,00  | 3,19 |          |     |

#### São Vicente Ferreira
| Partido                 | Partido                  | Votos | %               | +/-   | Mandatos | +/- |
| ----------------------- | ------------------------ | ----- | --------------- | ----- | -------- | --- |
|                         | Partido Social Democrata | 839   | 74,05 / 100,00  | 17,53 | 7 / 9    | 1   |
|                         | Partido Socialista       | 250   | 22,07 / 100,00  | 15,58 | 2 / 9    | 1   |
| Votos Inválidos         | Votos Inválidos          | 44    | 3,88 / 100,00   | 1,95  |          |     |
| Total                   | Total                    | 1 133 | 100,00 / 100,00 |       | 9 / 9    |     |
| Eleitorado/Participação | Eleitorado/Participação  | 2 227 | 50,88 / 100,00  | 2,58  |          |     |

#### Sete Cidades
| Partido                 | Partido                  | Votos | %               | +/-   | Mandatos | +/- |
| ----------------------- | ------------------------ | ----- | --------------- | ----- | -------- | --- |
|                         | Partido Socialista       | 404   | 75,09 / 100,00  | 20,54 | 6 / 7    | 2   |
|                         | Partido Social Democrata | 119   | 22,12 / 100,00  | 20,92 | 1 / 7    | 2   |
| Votos Inválidos         | Votos Inválidos          | 15    | 2,79 / 100,00   | 0,38  |          |     |
| Total                   | Total                    | 538   | 100,00 / 100,00 |       | 7 / 7    |     |
| Eleitorado/Participação | Eleitorado/Participação  | 687   | 78,31 / 100,00  | 2,39  |          |     |

| Freguesia                     | 2013-2017 | 2013-2017                | 2013-2017      | 2017-2021 | 2017-2021                | 2017-2021      |
| ----------------------------- | --------- | ------------------------ | -------------- | --------- | ------------------------ | -------------- |
| Ajuda da Bretanha             |           | Partido Socialista       | 63,64 / 100,00 |           | Partido Socialista       | 56,64 / 100,00 |
| Arrifes                       |           | Partido Socialista       | 79,25 / 100,00 |           | Partido Socialista       | 84,17 / 100,00 |
| Candelária                    |           | Partido Socialista       | 70,29 / 100,00 |           | Partido Socialista       | 68,72 / 100,00 |
| Capelas                       |           | Partido Socialista       | 56,49 / 100,00 |           | Partido Socialista       | 66,63 / 100,00 |
| Covoada                       |           | Partido Social Democrata | 59,00 / 100,00 |           | Partido Socialista       | 51,70 / 100,00 |
| Fajã de Baixo                 |           | Partido Socialista       | 55,08 / 100,00 |           | Partido Socialista       | 58,43 / 100,00 |
| Fajã de Cima                  |           | Partido Social Democrata | 57,46 / 100,00 |           | Partido Social Democrata | 51,70 / 100,00 |
| Fenais da Luz                 |           | Partido Social Democrata | 49,78 / 100,00 |           | Partido Social Democrata | 49,19 / 100,00 |
| Feteiras                      |           | Partido Social Democrata | 50,11 / 100,00 |           | Partido Socialista       | 54,00 / 100,00 |
| Ginetes                       |           | Partido Social Democrata | 63,22 / 100,00 |           | Partido Socialista       | 49,86 / 100,00 |
| Mosteiros                     |           | Partido Social Democrata | 51,94 / 100,00 |           | Partido Social Democrata | 68,31 / 100,00 |
| Pilar da Bretanha             |           | Partido Socialista       | 53,79 / 100,00 |           | Partido Socialista       | 58,53 / 100,00 |
| Ponta Delgada (São José)      |           | Partido Social Democrata | 48,81 / 100,00 |           | Partido Social Democrata | 53,06 / 100,00 |
| Ponta Delgada (São Pedro)     |           | Partido Social Democrata | 48,58 / 100,00 |           | Partido Social Democrata | 49,22 / 100,00 |
| Ponta Delgada (São Sebastião) |           | Partido Social Democrata | 55,77 / 100,00 |           | Partido Social Democrata | 57,78 / 100,00 |
| Relva                         |           | Partido Social Democrata | 53,04 / 100,00 |           | Partido Social Democrata | 57,95 / 100,00 |
| Remédios                      |           | Partido Socialista       | 67,96 / 100,00 |           | Partido Socialista       | 51,94 / 100,00 |
| Rosto do Cão (Livramento)     |           | Partido Social Democrata | 53,64 / 100,00 |           | Partido Social Democrata | 63,86 / 100,00 |
| Rosto do Cão (São Roque)      |           | Partido Socialista       | 52,30 / 100,00 |           | Partido Socialista       | 65,59 / 100,00 |
| Santa Bárbara                 |           | Partido Social Democrata | 51,05 / 100,00 |           | Partido Socialista       | 53,89 / 100,00 |
| Santa Clara                   |           | Grupo de Cidadãos        | 54,82 / 100,00 |           | Grupo de Cidadãos        | 85,34 / 100,00 |
| Santo António                 |           | Partido Socialista       | 56,15 / 100,00 |           | Partido Socialista       | 64,22 / 100,00 |
| São Vicente Ferreira          |           | Partido Social Democrata | 56,52 / 100,00 |           | Partido Social Democrata | 74,05 / 100,00 |
| Sete Cidades                  |           | Partido Socialista       | 54,55 / 100,00 |           | Partido Socialista       | 75,09 / 100,00 |